# Doignies
Doignies település Franciaországban, Nord megyében. Lakosainak száma 323 fő (2022. január 1.). Doignies Pronville-en-Artois, Inchy-en-Artois, Boursies, Beaumetz-lès-Cambrai és Hermies községekkel határos.

## Népesség
A település népességének változása:
| Lakosok száma | 330  | 343  | 342  | 333  | 329  | 326  | 323  | 320  | 323  |
|               | 2013 | 2015 | 2016 | 2017 | 2018 | 2019 | 2020 | 2021 | 2022 |